# Iglesia de Tulapalca
La Iglesia de Tulapalca se ubica en el pequeño poblado de Tulapalca en la comuna de Camarones, Región de Arica y Parinacota provincia de Arica, en la Zona norte de Chile. Es declarada Monumento Nacional en la categoría de monumento histórico el 5 de noviembre de 2008, en virtud del decreto 3365. 

## Descripción
El conjunto de la Iglesia lo conforman la nave sacra o volumen principal, el campanario adosado al muro perimetral por su lado exterior, el atrio o explanada ceremonial, el calvario y el muro perimetral que circunda toda el área.
La Iglesia se compone de una nave y un techo a dos aguas con una superficie de 37 m². La fachada principal carece de ornamentos. En el interior el altar de adobe se encuentra adosado a un retablo, el piso es de ladrillos de adobe recocidos y los muros se encuentran revestidos en mortero de barro emblanquecido con cal. La cubierta se compone de un entramado de pino y calaminas. El campanario construido en piedra canteada está adosado al muro perimetral y consta de una base maciza y dos dados, rematado por una cúpula en cuyo centro hay una cruz.
El atrio o explanada ceremonial se encuentra delimitado por una pirca de piedra y barro, en este espacio se llevan a cabo las celebraciones de fiestas religiosas frente a la iglesia. Un pequeño calvario se ubica entre el acceso y la fachada de la iglesia vinculando ambos elementos.

## Historia
Se estima que su construcción se remonta a inicios del siglo XX como resultado de un proceso de construcción de templos impulsado por el presbítero Ceballos de Codpa. Don Jacinto Calle –antiguo vecino de Tulapalca- menciona que cuando llegó al poblado alrededor de 1940 la iglesia ya existía, y posterior a esta fecha los habitantes del pueblo levantaron muros de adobe sobre la base de piedra preexistente .
La torre del campanario y el muro perimetral existen de a mediados del siglo XX, el campanario original era de piedra rosada sin cantear pero sus niveles superiores se derrumbaron y su restauración fue encargada a un maestro boliviano que levantó la torre con piedra blanca canteada, por lo cual  actualmente el campanario lleva dos tipos de piedra.
El actual techo de calamina probablemente reemplazó el de paja brava, cañas y barro, pero se desconoce la fecha. La fabricación del piso de ladrillos de arcilla cocida se llevó a cabo por los propios pobladores usando moldes de madera, estiércol de animal y cocción a fuego.
La construcción más actual corresponde a la plaza o explanada, la cual se ubica fuera del muro perimetral, enfrentada al frontis de la iglesia, tiene piso de cemento y fue construida por la comunidad en 1997.